# Славик, Йозеф
Йо́зеф Сла́вик (чеш. Josef Slavík, 26 марта 1806, Йинце, Богемия, в то время Австрийская империя — 30 мая 1833, Будапешт, в то время Австрийская империя) — чешский скрипач и композитор.

## Биография
Дальние предки Славика были бочарами, но родился он в семье учителей и музыкантов. В четыре года начал учиться скрипичному искусству у отца, провинциального хормейстера и преподавателя. При поддержке одного из аристократических меценатов, покровительствовавших прежде его отцу, в 10 лет поступил в Пражскую консерваторию, которую закончил в 1823 году. Начал выступать на публике уже в годы учёбы, при окончании консерватории исполнил скрипичный концерт собственного сочинения.
С 1825 года играл в придворной капелле в Вене. Выступал как солист в Вене, а также в Праге, Карловых Варах (где вызвал восхищение Гёте), в 1828 году — в Братиславе и Париже. Общался с деятелями «чешского возрождения» — Й. Юнгманом, C.К. Махачеком (вместе с ним перевёл на чешский либретто Дон Жуана), композиторами национальной школы Я. В. Томашеком, Ф. Шкроупом. Получил европейскую известность: его игру высоко оценил Паганини, Шуберт посвятил Славику скрипичную Фантазию (ор. 159), Шопен сочинил вместе с ним Вариации на тему Бетховена и в 1830—1831 гг. в Вене играл с ним дуэтом, считал его гениальным скрипачом. Славика называли чешским Паганини, нередко обыгрывая при этом его фамилию (славик по-чешски — соловей).
Славик скончался во время гастролей в Будапеште, заразившись брюшным тифом. В 1933 году, в ознаменование столетия со дня смерти музыканта, его прах был перенесён в Чехию и перезахоронен на пражском Вышеграде.

## Произведения
Выступал как композитор. Ему принадлежат 20 сочинений, в том числе — 2 концерта для скрипки с оркестром, концерт для 2 скрипок, Большое попурри на темы из оперы Севильский цирюльник, переложение шубертовского Sehnsuchtswalzer для скрипки и фортепиано, вариации на тему из оперы Винченцо Беллини Пират и др.

## Наследие
Славику посвящён ряд литературных произведений, о нём написана оперетта Ярослава Кржички Чешский Паганини, или Славик и Шопен (1952), сняты несколько фильмов (об одном из них — «Скрипка и мечта», 1947, реж. Вацлав Кршка).
Мировая премьера двух скрипичных концертов Славика состоялась 30 июня 2011 в Педемонте, где их исполнила Лаура Марцадори с оркестром Феррары.